# Elytrimitatrix irregularis
Elytrimitatrix irregularis är en skalbaggsart som först beskrevs av Linsley 1935.  Elytrimitatrix irregularis ingår i släktet Elytrimitatrix och familjen långhorningar. Inga underarter finns listade i Catalogue of Life.